# وروچه اوپیا
وروچه اوپیا (به انگلیسی: Weruche Opia) (زاده ۱۱ آوریل ۱۹۸۷) بازیگر نیجریه‌ای-انگلیسی است.
از کارهای معروف او می‌توان به بازی در فیلم سلامبرلند اشاره کرد.